# Franz Dette
Franz Dette war ein deutscher Fußballspieler. Er spielte von 1907 bis 1916 als Stürmer beim FC Eintracht 1895 Braunschweig.

## Karriere
Dette spielte zunächst von 1907 bis 1913 in der Bezirksliga Braunschweig, in einem von neun Bezirken im Norddeutschen Fußball-Verband. In seiner Premierensaison als Meister dieser Liga 1908 hervorgegangen, nahm er auch an der Endrunde um die Norddeutsche Meisterschaft teil. Nach den erfolgreichen Spielen im Viertel- und Halbfinale gehörte er zur Mannschaft, die am 12. April 1908 den amtierenden Norddeutschen Meister SC Victoria Hamburg mit 3:1 bezwingen konnte. Mit der regionalen Meisterschaft war sein Verein berechtigt, an der Endrunde um die Deutsche Meisterschaft teilzunehmen. Doch die Auftaktbegegnung im Viertelfinale am 3. Mai 1908 im Hamburger Stadion Hoheluft gegen den Duisburger SpV wurde mit 0:1 durch das Tor von Willi van der Weppen kurz vor Ende der regulären Spielzeit verloren. Als überragende Mannschaft im Bezirk Braunschweig gewann Eintracht mit ihm bis 1913 fünf weitere Meisterschaften, doch das Finale um die Norddeutsche Meisterschaft konnte nur noch im letztgenannten Jahr gewonnen werden. Wieder war es der SC Victoria Hamburg, der am 25. Mai mit 3:2 bezwungen werden konnte. Doch an der Endrunde um die Deutsche Meisterschaft, die vom 13. April bis 11. Mai 1913 ausgetragen wurde, nahm aus dem Norden nur der Titelverteidiger Holstein Kiel teil, da die Norddeutsche Fußballmeisterschaft 1912/13 zu spät beendet war, um einen Teilnehmer melden zu können.
Die Saison 1913/14 bestritt Dette in der auf Antrag von Holstein Kiel vorgeschlagenen Verbandsliga Norddeutschland mit den zehn stärksten Vereinen im Ligasystem ausgetragenen Meisterschaft, die seine Mannschaft als Fünftplatzierter abschloss. In der Folgesaison, seiner letzten, spielten die Vereine – wegen des andauernden Ersten Weltkrieges – lediglich Meisterschaften auf Bezirksebene aus. An der Endrunde um die Norddeutsche Meisterschaft nahmen Auswahlmannschaften der Bezirke teil; Braunschweig verlor mit 3:5 gegen Hannover bereits im Viertelfinale.

### Auswahlmannschaften
Dette nahm als Auswahlspieler des Norddeutschen Fußball-Verbandes am Wettbewerb um den Kronprinzenpokal teil, den er mit seiner Mannschaft im Jahr 1911 und 1914 gewann.
Nach den erfolgreichen Spielen im Viertel- und Halbfinale am 9. Oktober 1910 mit dem 2:0-Sieg über die Auswahlmannschaft des Verbandes Mitteldeutscher Ballspiel-Vereine und am 13. November 1910 mit dem 11:0-Sieg über die Auswahlmannschaft des Südostdeutschen Fußball-Verbandes wurde das am 25. Mai 1911 auf dem Mariendorfer Viktoria-Platz anberaumte Finale erreicht. Dort wurde die Auswahlmannschaft des Verbandes Süddeutscher Fußball-Vereine vor 3000 Zuschauern mit 4:2 n. V. bezwungen, nachdem in einer weiteren Verlängerung (nach bereits 120 Minuten Spielzeit) Ernst Möller von Holstein Kiel zum 3:2 und 4:2 in der 125. und 127. Minute getroffen, und somit das Finale entschieden hatte. Mit nur einem Einsatz, jedoch nicht im Finale, gehörte Dette somit zur Siegermannschaft. Zu dieser gehörte er auch am 22. Februar 1914, mit seinem einzigen Einsatz im Deutschen Stadion in Berlin, in dem das Finale gegen die Auswahlmannschaft des Verbandes Mitteldeutscher Ballspiel-Vereine vor 15.000 Zuschauern mit 2:1 gewonnen werden konnte.

## Erfolge
- Kronprinzenpokal-Sieger 1911, 1914
- Norddeutscher Meister 1908, 1913
- Bezirksmeister Braunschweig 1908, 1909, 1910, 1911, 1912, 1913